# Водоторањ у Крагујевцу
Водоторањ у Крагујевцу представља непокретно културно добро као споменик културе, одлуком Владе Републике Србије бр. 633-3153/97-22, од 8. августа 1997. године, Службени гласник РС 39, од 5. септембра 1997. године.
Водоторањ је подигнут крајем 19. века, за потребе железнице. Из њега су се локомотиве, природним падом снабдевале водом. Саграђен је од опеке са наизменичним постављањем челичних прстенова, споља и изнутра. При његовом врху је формиран резервоар од опеке, длетован цементом, полулоптасте форме. Испод резервоара је простор за послуживање и ложиште са загрејаном водом. Уз тај простор са спољње стране је подигнут димњак, који надвисује цео торањ а зидан је истовремено са њим. Објекат је осмоугаоне основе, са дубоким темељима. На врх торња се долази спољним, завијеним степеништем. Сам врх је урађен као бондручна конструкција, испуњена нутованим даскама. Кровни покривач је лим а на врху крова је осмоугаона лантерна.
Један је од малог броја оваквих очуваних објеката у Србији и симбол је градитељког напретка, као и развоја железнице на овим просторима.